# Thyreodon cyaneus
Thyreodon cyaneus är en stekelart som beskrevs av Gaspard Auguste Brullé 1846. Thyreodon cyaneus ingår i släktet Thyreodon och familjen brokparasitsteklar. Inga underarter finns listade i Catalogue of Life.